# 尹焞
尹焞（1071年—1142年），字彦明，一字德充，洛（今河南洛阳）人。
尹源之孫。早年師事程頤。元祐元年由司馬光薦舉，出仕為虢州司戶參軍。哲宗元符年間，被列為元祐黨人，並追毀出身文字。靖康初年被，由种師道薦召至京师，賜號和靖處士。金人陷洛阳，全家遇难，五子及其母张氏皆死难。尹焞死而复苏，被門人抬至山谷避兵，後辗转流落至四川。绍兴四年（1134年）授左宣教郎，充崇政殿说书。绍兴八年（1138年）擔任礼部侍郎兼侍讲。因反對議和與秦桧不合，辞官，寄居女婿邢纯浙江会稽官署。绍兴十二年（1142）卒，葬于绍兴府山阴县五云乡石帆里龙瑞宫山之原。

## 延伸阅读
[在维基数据编辑]
 《宋史·卷428》，出自脱脱《宋史》